# Ahrensite
L'ahrensite (simbolo IMA: Ahr) è un minerale molto raro del supergruppo dello spinello e in particolare degli ossispinelli, nella cui famiglia occupa un posto nel sottogruppo dell'ulvöspinello; appartiene alla classe minerale dei "silicati e germanati" con la composizione chimica idealizzata γ-Fe2(SiO4) e quindi chimicamente un silicato di ferro. Strutturalmente, l'ahrensite, come il suo analogo ringwoodite (Mg2SiO4), appartiene ai nesosilicati da un lato e al supergruppo dello spinello dall'altro. Di conseguenza, la composizione chimica può essere data anche nella consueta notazione della formula per gli spinelli con SiFe2O4.

## Etimologia e storia
L'equivalente sintetico dell'ahrensite (γ-Fe2SiO4) era già stato presentato nel 1974 e analizzato strutturalmente da Takehiko Yagi, Fumiyuki Marumo e Syun-Iti Akimoto.
L'ahrensite è stata scoperta per la prima volta come formazione minerale naturale il 18 luglio 2011 vicino a Tissint nella provincia marocchina di Tata. Oltre all'ahrensite, in questo meteorite sono stati trovati per la prima volta anche la chenmingite (nº IMA 2017-036) e la tissintite (nº IMA 2013-027). Lo studio del meteorite e la prima descrizione del minerale appena scoperto è stato effettuato dal team di Chi Ma, John R. Beckett, George R. Rossman, Oliver Tschauner, Yang Liu, Stanislav V. Sinogeikin, Jesse S. Smith e Lawrence A. Taylor. I ricercatori hanno scelto il nome ahrensite in onore del geofisico del Caltech Thomas J. Ahrens (1936-2010) in memoria dei suoi contributi rivoluzionari e fondamentali alla fisica dei minerali ad alta pressione e alle scienze planetarie, molti dei quali sono utilizzati per interpretare gli effetti degli urti nelle rocce naturali e nei materiali sintetici.
I risultati dell'analisi per la descrizione iniziale del minerale e il nome scelto sono stati sottoposti a revisione all'Associazione Mineralogica Internazionale (IMA) nel 2013 (numero di registrazione interna IMA: 2013-028), che ha riconosciuto l'ahrensite come specie minerale distinta. La prima descrizione è stata pubblicata nel 2016 sulla rivista Geochimica et Cosmochimica Acta.
Il campione tipo del minerale, che si trova nelle sezioni UT1, UT2 e UT3 (indicato anche come MT-1, -2 e -3 da Baziotis et al. nel 2013), è conservato nella collezione di meteoriti del Frank H. McClung Museum presso l'Università del Tennessee a Knoxville, negli Stati Uniti.

## Classificazione
L'attuale classificazione dell'IMA elenca l'ahrensite insieme a brunogeierite, filipstadite, qandilite, ringwoodite, tegengrenite e ulvöspinello.
L'ahrensite è stata riconosciuta come specie minerale indipendente dall'IMA solo nel 2013, motivo per cui non è elencata nella 9ª edizione della sistematica dei minerali di Strunz, che è stata aggiornata dall'IMA fino al 2009.
Tale edizione è proseguita dal database "mindat.org", chiamata anche Classificazione Strunz-mindat, dove l'ahrensite è elencata nella classe dei "silicati e grmanati" e da lì nella sottoclasse dei "nesolsilicati", questa è ulteriormente suddivisa in base alla struttura del minerale, in modo che l'ahrensite possa essere trovata nella sezione 9.AC insieme alla poirierite.
Solo nella Sistematica dei lapis (Lapis-Systematik) di Stefan Weiß, pubblicata l'ultima volta nel 2018 che, per rispetto verso i collezionisti privati e le collezioni istituzionali, si basa ancora sulla classificazione classica di Strunz dell'8ª edizione, il minerale ha ricevuto il sistema nº VIII/A.6-30; questo corrisponde alla classe dei "silicati e germanati" e lì alla sottoclasse "nesosilicati con gruppi [SiO4]", dove l'ahrensite insieme alla ringwoodite e alla wadsleyite forma il gruppo senza nome VIII/A.06.

## Chimica
Il composto idealizzato Fe2SiO4, che è considerato l'anello finale teorico della serie mista ahrensite-ringwoodite, è costituito per il 54,81% in peso da ferro, per il 13,78% da silicio e per il 31,41% da ossigeno.
Tuttavia, sette microanalisi a fascio di elettroni del materiale tipo del meteorite Tissint hanno rivelato una composizione media del 43,8% di ossido ferroso (FeO), 34,9% di silice (SiO2), 21,1% di ossido di magnesio (MgO) e 0,75% di monossido di manganese (MnO), nonché tracce di biossido di titanio (TiO2), ossido di alluminio (Al2O3), ossido di calcio (CaO), ossido di sodio (Na2O), ossido di potassio (K2O) e triossido di dicromo (Cr2O3). Sulla base di 4 atomi di ossigeno, la formula empirica è di conseguenza la seguente:
{\displaystyle \mathrm {(Fe_{1.06}Mg_{0.91}Mn_{0.02})Si_{1.01}O_{4}} }

## Abito cristallino
L'ahrensite cristallizza nel sistema cristallino cubico nel gruppo spaziale Fd3m (gruppo nº 227) con la costante di reticolo a = 8.1629(2) Å e 8 unità di formula per cella unitaria. L'ahrensite si presenta solo in forma microcristallina ai bordi dei cristalli di olivina intrappolati nel materiale meteoritico.

## Origine e giacitura
L'ahrensite è formata dalla trasformazione dei bordi ricchi di fayalite dei cristalli di olivina e di altri fenocristalli ricchi di ferro a contatto con le sacche di fusione dovute all'urto. Oltre ai minerali già menzionati, nelle sezioni sottili analizzate sono stati scoperti ringwoodite, olivine e pirosseni, bridgmanite, ilmenite, pigeonite e wüstite, nonché la maskelynite di vetro formata dal metamorfismo di contatto e la tissintite pirossena come minerali compagni.
La sua località tipo è il meteorite marziano Tissint del gruppo delle shergottiti all'interno della classe delle acondriti, cioè appartiene ai meteoriti primitivi pietrosi ed è costituito principalmente da una pasta di fondo di pirosseno a grana fine senza sfere di silicato incorporate.
Oltre a Tissint, solo il meteorite Khatyrka, scoperto nel Circondario autonomo di Chukchi nel Circondario federale dell'Estremo Oriente, e il meteorite Umbarger, scoperto nell'omonima città nella contea di Randall nello stato americano del Texas, sono stati finora documentati come siti per l'ahrensite (a partire dal 2018).

## Forma in cui si presenta in natura
Al microscopio a luce riflessa, l'ahrensite appare verde-bluastra traslucida, ma può anche essere incolore.